# 伊香色谜命
伊香色謎命（いかがしこめのみこと，？年 - 崇神天皇元年1月13日〔前97年2月17日〕）後）乃孝元天皇妃、开化天皇皇后，大綜麻杵的女兒，在《古事记》裡记作伊迦賀色許賣命。
孝元天皇2年（前213年），成为孝元天皇后宫。开化天皇6年1月14日（前152年2月25日），嫁给继子开化天皇（亡夫孝元天皇与皇后郁色谜命之子）并立后。崇神天皇元年1月13日（前97年2月17日）立皇太后。
她与孝元天皇生彥太忍信命，与开化天皇生崇神天皇、御真津比賣。
| 前任： 郁色谜命 | 日本皇后 约前152年—前97年 | 繼任： 御间城姬 |